# Passaliolla eugastrica
Passaliolla eugastrica is een keversoort uit de familie bladsprietkevers (Scarabaeidae). De wetenschappelijke naam van de soort is voor het eerst geldig gepubliceerd in 1869 door Harold.